# Preliminära världsarv i Europa
Varje land som skrivit under världsarvskonventionen uppmuntras att göra en preliminär lista över objekt man tänker nominera till världsarv i framtiden, med andra ord objekt som man håller på att utforma en fullständig nominering för.
Här nedan följer preliminära listor för olika länder i Europa.
| K | Kulturarv            |
| N | Naturarv             |
| X | Kultur- och naturarv |

## Albanien[1]
| År   | Typ | Namn                       |
| ---- | --- | -------------------------- |
| 1996 | K   | Durrës amfiteater          |
| 1996 | K   | Gravarna i Selcë e Poshtme |

## Andorra[2]
| År   | Typ | Namn                                       |
| ---- | --- | ------------------------------------------ |
| 1999 | K   | Romanska kyrkor i Andorra                  |
| 1999 | K   | Historiska delar av Santa Coloma d'Andorra |

## Belarus[3]
| År   | Typ | Namn                                                                     |
| ---- | --- | ------------------------------------------------------------------------ |
| 2004 | K   | Arkitektur längs Francysk Scarynas aveny i Minsk                         |
| 2004 | K   | Augustówkanalen                                                          |
| 2004 | K   | Brests fästning                                                          |
| 2004 | K   | Kyrkofästningar i Vitryssland, Polen och Litauen                         |
| 2004 | K   | Kamjanets torn                                                           |
| 2004 | K   | Palatset och parkerna i staden Homel                                     |
| 2004 | K   | Frälsarens uppståndelsekyrka och Sankta Sofiakatedralen i staden Polatsk |
| 2004 | K   | Sankt Boris och Sankt Glebs kyrka i staden Hrodna                        |
| 2004 | K   | Sankt Niklas klosterkomplex i staden Mahiljoŭ                            |
| 2004 | K   | Kyrklig träarkitektur i Polesien                                         |
| 2011 | N   | Bialowiezaskogen (modifierat och utvidgat världsarv)                     |

## Belgien[4]
| År   | Typ | Namn                                                                                   |
| ---- | --- | -------------------------------------------------------------------------------------- |
| 2002 | K   | Den historiska medeltida eller "Cuve" i Gent, och de två klostren som är dess ursprung |
| 2002 | K   | Antwerpens historiska stadskärna                                                       |
| 2002 | K   | Leuven, universitetsbyggnader, arvet från sex århundraden i stadens historiska centrum |
| 2002 | K   | Minnesmärken och monument efter det stora kriget : Westhoek och intilliggande regioner |
| 2005 | K   | Maison Guiette, Antwerpen                                                              |
| 2008 | K   | Galeries Royales Saint-Hubert                                                          |
| 2008 | K   | Byggnadsverk av Henry van de Velde                                                     |
| 2008 | K   | Justitiepalatset i Bryssel                                                             |
| 2008 | K   | Platån Hautes-Fagnes                                                                   |
| 2008 | K   | Sträckan Bavay-Tongres av den romerska vägen Boulogne-Köln                             |
| 2008 | K   | Spaanläggningen i Spa: det världsliga botemedlet till lyxresorter                      |
| 2008 | K   | Palais des Princes-Évêques i Liège                                                     |
| 2008 | K   | Slaget vid Waterloo, slutet på Napoleons era                                           |
| 2008 | K   | Stora gruvor i Vallonien                                                               |
| 2008 | K   | Citadell längs Meuse                                                                   |
| 2008 | K   | Panorama över slaget vid Waterloo, särskilt talande exempel på "fenomenet Panoramor"   |

## Bosnien och Hercegovina[5]
| År   | Typ | Namn                                                                           |
| ---- | --- | ------------------------------------------------------------------------------ |
| 1997 | K   | Sarajevo — En unik symbol för universell multikultur                           |
| 2004 | N   | Vjetrenicagrottan                                                              |
| 2006 | X   | Naturliga och arkitektoniska området i Jajce                                   |
| 2007 | K   | Historiska urbana området i Počitelj                                           |
| 2007 | X   | Naturliga och arkitektoniska området i Blagaj                                  |
| 2007 | X   | Naturliga och arkitektoniska området i Blidinje                                |
| 2007 | X   | Naturliga och arkitektoniska området i Stolac                                  |
| 2007 | N   | Naturliga monumentet Vjetrenicagrottan med arkitektoniska området i byn Zavala |
| 2011 | K   | Stećaks - Medeltida gravstenar                                                 |

## Bulgarien[6]
| År   | Typ | Namn                                                                                       |
| ---- | --- | ------------------------------------------------------------------------------------------ |
| 1984 | K   | Maguragrottan med målningar från bronsåldern                                               |
| 1984 | N   | Centrala Balkans nationalpark                                                              |
| 1984 | K   | Den forntida staden Nicopolis ad Istrum                                                    |
| 1984 | K   | Bachkovoklostret                                                                           |
| 1984 | K   | De senforntida gravarna i Silistra                                                         |
| 1984 | N   | Naturmonumentet Pobiti Kamani                                                              |
| 1984 | N   | Belogradchikbergen                                                                         |
| 1984 | N   | Roussensky Lom nationalpark                                                                |
| 1984 | K   | Staden Melnik och Rozhenklostret                                                           |
| 1984 | N   | Vratsakarsten                                                                              |
| 1984 | K   | Två neolitiska boningar i Stara Zagora med interiören, möblemang och redskap helt bevarade |
| 2004 | K   | Forntida staden Plovdiv                                                                    |
| 2004 | K   | Trakiska gravar med väggmålningar nära byn Alexandrovo                                     |

## Cypern[7]
| År   | Typ | Namn                                                                                             |
| ---- | --- | ------------------------------------------------------------------------------------------------ |
| 2002 | K   | Ayios Mamas kyrka i Louvaras (utvidgning av "Målade kyrkor i Troodosregionen")                   |
| 2002 | K   | Ayios Sozomenos kyrka, Galata (utvidgning av "Målade kyrkor i Troodosregionen")                  |
| 2002 | K   | Panayia Chrystokourdaliotissa kyrka i Kourdali (utvidgning av "Målade kyrkor i Troodosregionen") |
| 2002 | N   | Khandria                                                                                         |
| 2002 | N   | Kionia                                                                                           |
| 2002 | N   | Kliroubron                                                                                       |
| 2002 | N   | Malountabron                                                                                     |
| 2002 | X   | Södra Mathiatis                                                                                  |
| 2002 | K   | Bosättningen Fikardou                                                                            |
| 2002 | N   | Troodos, berget Olympos                                                                          |
| 2004 | K   | Agia Paraskevi i Geroskipou (Femkupolskyrkor)                                                    |
| 2004 | K   | Agioi Varnavas och Ilarion i Peristerona (Femkupolskyrkor)                                       |

## Danmark[8]
| År   | Typ | Namn |
| ---- | --- | --- |
| 1993 | K   | Amalienborg och dess kvarter                                                                                           |
| 1993 | K   | Christiansfeld |
| 2003 | N   | Vadehavet (utvidgning av det internationella världsarvet)                                                              |
| 2010 | N   | Kiselgurlandskap vid Limfjorden                                                                                        |
| 2010 | N   | Stevns klint |
| 2010 | K   | Trelleborgarna |
| 2010 | K   | Parforcejaktslandskap på Norra Själland                                                                                |
| 2011 | K   | Vikingamonument och platser: Jellingemonumenten (befintligt världsarv som en del i ett nytt transnationellt världsarv) |
| 2011 | K   | Vikingamonument och platser: Trelleborgarna                                                                            |

Danmark har även 2 objekt listade som ligger på Grönland, se Lista över förslag till världsarv i Nordamerika#Grönland (Danmark)

## Estland[9]
| År   | Typ | Namn                |
| ---- | --- | ------------------- |
| 2002 | K   | Kuressaare fort     |
| 2004 | X   | Soomaa nationalpark |
| 2004 | X   | Trädtäckta ängar    |
| 2004 | N   | Baltiska klinten    |

## Finland[10]
| År   | Typ | Namn                                                  |
| ---- | --- | ----------------------------------------------------- |
| 1990 | K   | Ristningarna på ön Gäddtarmen                         |
| 1990 | K   | Den stora stenåldersruinen Kastellet i Pattijoki      |
| 1990 | K   | Klippmålningarna på Astuvansalmi i Kristina kommun    |
| 1990 | K   | Samernas heliga plats i Enare för dyrkan av Ukonsaari |
| 2004 | K   | Pemars sanatorium                                     |
| 2004 | N   | Sjösystemet Saimen-Pielisjärvi                        |

## Frankrike[11]
| År   | Region                     | Typ | Namn                                                                                    |
| ---- | -------------------------- | --- | --------------------------------------------------------------------------------------- |
| 1996 | -flera-                    | K   | Befästa städer i Nederländerna i nordvästra Europa                                      |
| 1996 | Bretagne                   | K   | Megalitplatser i Carnac                                                                 |
| 1996 | Provence-Alpes-Côte d'Azur | X   | Montagne Sainte-Victoire och Cézannes platser                                           |
| 1996 | Haute-Normandie            | K   | Rouen: timrade staden, katedralen, Saint-Ouens kyrka, Saint Maclous kyrka               |
| 1996 | Île-de-France              | K   | Saint-Deniskatedralen                                                                   |
| 1996 | Île-de-France              | K   | Skogbeklädda Fontainebleau                                                              |
| 1996 | Île-de-France              | K   | Vaux-le-Vicomte slott                                                                   |
| 2002 | Île-de-France              | K   | Meniers gamla chokladfabrik i Noisiel                                                   |
| 2000 | Rhône-Alpes                | X   | Bergsmassivet Mont Blanc                                                                |
| 2000 | Languedoc-Roussillon       | N   | Stengrottor i Södra Frankrike                                                           |
| 2000 | Rhône-Alpes                | X   | Vanoise nationalpark                                                                    |
| 2002 | Korsika                    | K   | Bonifacios munnar                                                                       |
| 2002 | Languedoc-Roussillon       | K   | Cerdagnebanan                                                                           |
| 2002 | Champagne-Ardenne          | K   | Champagnes vingårdar                                                                    |
| 2002 | Aquitaine                  | K   | Cordouans fyr                                                                           |
| 2002 | -flera-                    | X   | Écrins nationalpark                                                                     |
| 2002 | Île-de-France              | K   | Hangar Y                                                                                |
| 2002 | -flera-                    | K   | Historiska städerna i Gallia Narbonensis: Nîmes, Arles, Glanum, akvedukter, via Domitia |
| 2002 | Nord-Pas-de-Calais         | K   | Kolgruvedistrikt i Nord-Pas-de-Calais                                                   |
| 2002 | Provence-Alpes-Côte d'Azur | N   | La Camargue                                                                             |
| 2002 | -flera-                    | K   | Les Cévennes och Grands Causses                                                         |
| 2002 | Provence-Alpes-Côte d'Azur | K   | Marseille                                                                               |
| 2002 | Languedoc-Roussillon       | X   | Medelhavsstranden vid Pyrenéerna                                                        |
| 2002 | Provence-Alpes-Côte d'Azur | X   | Mercantour/Alpi Marittime                                                               |
| 2002 | Île-de-France              | K   | Nationella institutet för studier och forskning i flygteknik, Meudon                    |
| 2002 | Provence-Alpes-Côte d'Azur | N   | Port-Cros nationalpark                                                                  |
| 2002 | Poitou-Charentes           | K   | Rocheforts arsenal och fortifikationerna vid Charente                                   |
| 2002 | Pays de la Loire           | X   | Saltvattensmarkerna i Guérande                                                          |
| 2002 | Aquitaine                  | K   | Sarlats historiska centrum                                                              |
| 2002 | Bourgogne                  | X   | Vingårdar längs kusten vid Nuits och Beaune                                             |
| 2006 | -flera-                    | K   | Arkitektur i centrala Corbusier                                                         |
| 2007 | Rhône-Alpes                | K   | Ornamenterade grottan Chauvet-Pont d'Arc                                                |
| 2009 | -flera-                    | K   | Förhistoriska pålbyggnader i Alperna                                                    |

Frankrike har även flera besittningar utanför Europa där en del förslag på världsarv finns:
- Guadeloupe (inga för närvarande)
- Franska Guyana (inga för närvarande)
- Franska Polynesien (2 förslag)
- Nya Kaledonien (inga för närvarande)
- Martinique (inga för närvarande)
- Réunion (inga för närvarande)
- Saint-Pierre och Miquelon (inga för närvarande)

## Gibraltar(Storbritannien)[12]
| År   | Typ | Namn             |
| ---- | --- | ---------------- |
| 1996 | K   | Gibraltarklippan |

## Grekland[13]
| År   | Typ | Namn |
| ---- | --- | --- |
| 2003 | K   | Nikopolis arkeologiska plats                                                                                               |
| 2003 | K   | Filippis arkeologiska plats                                                                                                |
| 2003 | N   | Lefka Ori |
| 2003 | K   | Laurion |
| 2003 | N   | Nationalparken Dadia - Lefkimi - Souflion                                                                                  |
| 2003 | X   | Området runt Prespesjöarna: Stora Prespasjön och Lilla Prespasjön som inkluderar bysantinska och post-bysantinska monument |
| 2003 | X   | Den vidare regionen kring berget Olympos                                                                                   |
| 2003 | N   | Knossos |

## Irland[14]
| År   | Typ | Namn |
| ---- | --- | --- |
| 2010 | X   | Burren                                                                                                   |
| 2010 | K   | Céidefälten och Nordvästra Mayomyren                                                                     |
| 2010 | K   | Klosterstaden Clonmacnoise och dess kulturlandskap                                                       |
| 2010 | K   | Historiska staden Dublin                                                                                 |
| 2010 | K   | Irlands kungliga platser: Cashel, Dún Ailinne, Hill of Uisneach, Rathcroghankomplexet, och Tarakomplexet |
| 2010 | K   | Tidiga medeltida kloster (Clonmacnoise, Durrow, Glendalough, Inis Cealtra, Kells, Monasterboice          |
| 2010 | K   | Västliga stenfort (Dun Aonghusa, Cahercommaun, Caherconree, Benagh, Staigue                              |

## Island[15]
| År   | Typ | Namn                         |
| ---- | --- | ---------------------------- |
| 2001 | X   | Breiðafjörður                |
| 2001 | K   | Gásar                        |
| 2001 | N   | Herðubreiðarlindir och Askja |
| 2001 | K   | Keldur                       |
| 2001 | N   | Mývatn - Laxá                |
| 2001 | X   | Núpsstaður                   |
| 2001 | K   | Reykholt                     |
| 2001 | X   | Skaftafell                   |
| 2001 | K   | Viðimýri torvkyrka           |

## Italien[16]
| År   | Region                | Typ | Namn |
| ---- | --------------------- | --- | --- |
| 2006 | Piemonte              | K   | Alessandrias citadell                                                                                               |
| 2006 | Lazio                 | K   | Anienedalen och Villa Gregoriana i Tivoli                                                                           |
| 2006 | Kampanien             | N   | Bradisismo (Bradyseism) i Campi Flegrei                                                                             |
| 2006 | Umbrien               | K   | Vattenfallen Cascata delle Marmore och Valnerina: Klosterområden och historiska hydrogeologiska återvinningsarbeten |
| 2006 | -flera-               | K   | Cividale och Lombardiets tidiga maktcentrum i Italien                                                               |
| 2006 | Sardinien             | N   | Dammar i Oristanobukten, halvön Sinis och ön Mal di Ventre                                                          |
| 2006 | Friuli-Venezia Giulia | K   | Fästningsstaden Palmanova                                                                                           |
| 2006 | Ligurien              | K   | Hanburys botaniska trädgårdar                                                                                       |
| 2006 | Apulien               | K   | Kalkstensgrottor i förhistoriska Apulien                                                                            |
| 2006 | -flera-               | X   | Kungliga fåraherdarnas leder                                                                                        |
| 2006 | Sardinien             | N   | La Maddalenas skärgård och öarna i Bonifaciosundet                                                                  |
| 2006 | Toscana               | K   | Luccas historiska centrum                                                                                           |
| 2006 | Toscana               | X   | Marmorområdet i Carrara                                                                                             |
| 2006 | Toscana               | K   | Medicis villor |
| 2006 | Lombardiet            | N   | Monte San Giorgio                                                                                                   |
| 2006 | Apulien               | K   | Monte Sant'Angelo och Via Sacra Langobardorum                                                                       |
| 2006 | Sicilien              | K   | Mothiaön och Lilibeo: Fenicisk-puniska civilisationen i Italien                                                     |
| 2006 | Apulien               | K   | Murgia i Altamura                                                                                                   |
| 2006 | Umbria                | K   | Orvieto |
| 2006 | Sicilien              | K   | Palermo och Monrealekatedralen                                                                                      |
| 2006 | Emilia Romagna        | K   | Parmas historiska centrum                                                                                           |
| 2006 | Lombardiet            | K   | Pavias historiska centrum med Certosa di Pavia                                                                      |
| 2006 | Ligurien              | N   | Pelagos: valens fristad                                                                                             |
| 2006 | Emilia Romagna        | K   | Portiker i Bologna                                                                                                  |
| 2006 | Lazio                 | K   | Påvlighetens villor                                                                                                 |
| 2006 | Apulien               | K   | Romanska katedraler i Puglia                                                                                        |
| 2006 | Apulien               | K   | Salento och "Barocco Leccese"                                                                                       |
| 2006 | Veneto                | K   | Scrovegnis kapell                                                                                                   |
| 2006 | Piemonte              | K   | Sjöarna Lago Maggiore och Lago d'Orta                                                                               |
| 2006 | Lombardiet            | K   | Staden Bergamo |
| 2006 | Kalabrien             | K   | Stiloklostret och basilisk-bysantinska komplex                                                                      |
| 2006 | Sardinien             | K   | Sulcis Iglesiente                                                                                                   |
| 2006 | Sicilien              | K   | Taormina och Isola Bella                                                                                            |
| 2006 | -flera-               | K   | Tidigpaleolitikumområden i Isernia-La Pineta och Notarchirico                                                       |
| 2006 | -flera-               | K   | Via Appia "Regina Viarum"                                                                                           |
| 2006 | -flera-               | K   | Vindruvslandskap: Langhe, Roero, Monferrato och Valtellina                                                          |
| 2006 | Toscana               | K   | Volterra: historiska staden och kulturlandskapet                                                                    |
| 2006 | Sardinien             | N   | Ön Asinara |
| 2008 | Vallée d'Aoste        | N   | Mont Blancmassivet (transnationellt naturarv, med Frankrike och Schweiz)                                            |
| 2009 | -flera-               | K   | Förhistoriska pålbyggnader i Alperna                                                                                |

## Kroatien[17]
| År   | Typ | Namn |
| ---- | --- | --- |
| 2005 | K   | Veliki Tabor |
| 2005 | K   | Historiska stadsplaneringsområdet Ston med Mali Ston, tillhörande murar, med Mali Stons naturreservat, Stonsko Polje och saltpannorna |
| 2005 | K   | Historiska stadsplaneringsområdet Tvrđa (fort) i Osijek                                                                               |
| 2005 | X   | Lonjsko Polje naturpark |
| 2005 | K   | Lubenice |
| 2005 | K   | Romarrikets yttre gränser – Limes i Kroatien                                                                                          |
| 2005 | K   | Varaždin – Historiska centrum och gamla stan (slottet)                                                                                |
| 2005 | K   | Splits historiska delar med Diocletianus palats (utvidgning)                                                                          |
| 2005 | N   | Velebitberget |
| 2005 | K   | Zadar – Episkopalt komplex |
| 2007 | K   | Eremitaget Blaca |
| 2007 | K   | Historiska staden Korčula |
| 2007 | N   | Nationalparken Kornati och Naturparken Telašćica                                                                                      |
| 2007 | K   | Primoštens vingårdar |
| 2007 | K   | Staden Motovun |
| 2011 | K   | Stećci - Medeltida gravstenar |

## Lettland[18]
| År   | Typ | Namn                                                |
| ---- | --- | --------------------------------------------------- |
| 1996 | K   | Livernas samhälle "Kosrags"                         |
| 2005 | K   | Abavadalen                                          |
| 2005 | K   | Daugavpils fästning                                 |
| 2005 | K   | Staden Jūrmalas kultur- och naturarv                |
| 2005 | K   | Gamla stan i Kuldiga i floden Ventas orörda dalgång |

## Litauen[19]
| År   | Typ | Namn                            |
| ---- | --- | ------------------------------- |
| 2003 | X   | Trakais historiska nationalpark |

## Luxemburg[20]
| År   | Typ | Namn                          |
| ---- | --- | ----------------------------- |
| 1993 | K   | Staden Vianden och dess slott |

## Malta[21]
| År   | Typ | Namn                           |
| ---- | --- | ------------------------------ |
| 1998 | K   | Citadell (Victoria - Gozo)     |
| 1998 | N   | Kustklippor                    |
| 1998 | K   | Riddarfort vid Maltas hamnar   |
| 1998 | K   | Maltesiska katakombkomplex     |
| 1998 | K   | Mdina (Citta' Vecchia)         |
| 1998 | N   | Qawra/Dwejra                   |
| 1998 | K   | Victoria Lines fortifikationer |

## Moldavien[22]
| År   | Typ | Namn                           |
| ---- | --- | ------------------------------ |
| 2007 | X   | Kulturlandskapet Orheiul Vechi |

## Monaco[23]
- Saknar för närvarande förslag till världsarv (preliminär lista).

## Montenegro[24]
- Saknar för närvarande förslag till världsarv (preliminär lista).

## Nederländerna[25]
| År   | Typ | Namn                                                                |
| ---- | --- | ------------------------------------------------------------------- |
| 1995 | K   | Östra Alblasserwaard                                                |
| 1995 | K   | Bunnik - Vechten / De Burg                                          |
| 1995 | K   | De Gouw och de Groetpolder                                          |
| 1995 | K   | Middag och Humsterland                                              |
| 1995 | K   | Nya Holländska Vattennlinjen                                        |
| 1995 | K   | Noordoostpolder                                                     |
| 1995 | K   | Swifterband - Visvijverweg / Noordertocht                           |
| 1995 | K   | Van Nellefabriken                                                   |
| 1995 | K   | Voorburg - Park Arentsburg / Forum Hadriani                         |
| 1995 | K   | Gamla efterbehandlingskolonin och Solstrålesanatoriet "Zonnestraal" |
| 1995 | K   | Vadehavet (utvidgning med ett område med skeppsvrak)                |

## Nordmakedonien[26]
| År   | Typ | Namn                              |
| ---- | --- | --------------------------------- |
| 2004 | N   | Markovi Kuli                      |
| 2004 | N   | Slatinski Izvorgrottan            |
| 2009 | K   | Arkeo-astronomiska platsen Kokino |

## Norge[27]
| År   | Typ | Namn                                                                                       |
| ---- | --- | ------------------------------------------------------------------------------------------ |
| 2002 | X   | Laponia - Tysfjorden (utvidgning)                                                          |
| 2002 | X   | Lofotens öar                                                                               |
| 2007 | N   | Öarna Jan Mayen och Bouvet som delar i en transnationell nominering, Mittatlantiska ryggen |
| 2007 | X   | Ögruppen Svalbard                                                                          |
| 2008 | K   | Bergsstaden Røros och dess omgivning (utvidgning)                                          |
| 2009 | K   | Industriarvsområdena Rjukan/Notodden och Odda/Tyssedal                                     |

## Polen[28]
| År   | Typ | Namn                                                                                   |
| ---- | --- | -------------------------------------------------------------------------------------- |
| 2006 | N   | Bialowieza nationalpark (utvidgning och förändring av befintligt världsarv)            |
| 2005 | K   | Gdańsk — Minnes- och frihetsstaden                                                     |
| 2006 | K   | Augustówkanalen                                                                        |
| 2006 | N   | Dunajecs floddal i Pieninybergen                                                       |
| 2010 | K   | Kungliga saltgruvorna i Wieliczka och Bochnia (utvidgning av Saltgruvorna i Wieliczka) |
| 2010 | K   | Träkyrkor i Karpaterna i Polen och Ukraina                                             |

## Portugal[29]
| År   | Typ | Namn                                                           |
| ---- | --- | -------------------------------------------------------------- |
| 1996 | N   | Algar do Carvão                                                |
| 1996 | N   | Furna do Enxofre                                               |
| 1996 | X   | Santarems historiska centrum                                   |
| 2000 | K   | Staden Marvão och det klippiga berget på vilket den är belägen |
| 2002 | N   | Selvagensöarna                                                 |
| 2004 | N   | Arrabida                                                       |
| 2004 | K   | Baixa Pombalina eller Centrala Lissabon                        |
| 2004 | K   | Coimbra universitet                                            |
| 2004 | K   | Elvas befästningar                                             |
| 2004 | X   | Oskodda karmeliternas skogspark, Bucaco                        |
| 2004 | K   | Mafrapalatset, nunneklostret och kungliga jaktparken           |
| 2004 | N   | Sydvästra kusten                                               |
| 2008 | N   | Dinosauriespår på Iberiska halvön                              |

## Rumänien[30]
| År   | Typ | Namn                                                     |
| ---- | --- | -------------------------------------------------------- |
| 1991 | N   | Codrul secular Slatiora                                  |
| 1991 | K   | Bysantinska och postbysantinska kyrkor i Curtea de Argeș |
| 1991 | K   | Kyrkan i Densus                                          |
| 1991 | K   | Tre kyrkofurstars kyrka i Iași                           |
| 1991 | K   | Monumentala byggnaderna i Târgu Jiu                      |
| 1991 | K   | Basarabigrottorna                                        |
| 1991 | K   | Klostret i Neamț                                         |
| 1991 | K   | Staden Alba Iulias historiska centrum                    |
| 1991 | K   | "Kåporna" i Oltenien                                     |
| 1991 | N   | Retezatmassivet                                          |
| 1991 | N   | Pietrosultoppen (bergstopp)                              |
| 1991 | N   | Sînpetru (paleontologiskt område)                        |
| 2004 | K   | Sibius historiska centrum och dess öppna ytor            |
| 2005 | K   | Uppståndelsens kyrka och klostret i Sucevița             |

## Ryssland(Europeiska delen)[31]
| År   | Typ | Namn                                                          |
| ---- | --- | ------------------------------------------------------------- |
| 1996 | K   | Historiska och kulturella reservatet Jeyrakh-Assa             |
| 1998 | K   | Bolgars historisk-arkitektoniska komplex                      |
| 1998 | K   | Gamla stadsbyggnader i Svijazjsk                              |
| 1998 | K   | Kristus Frälsarens katedral i Moskva                          |
| 1998 | K   | Rostovs kreml                                                 |
| 2004 | N   | Teberdinskij naturreservat (utökning av Västra Kaukasus)      |
| 2006 | N   | Vodlozero nationalpark                                        |
| 2008 | K   | Astrachans kreml                                              |
| 2008 | K   | Stora Pskov                                                   |
| 2009 | K   | Staden Tanais arkeologiska område                             |
| 2010 | K   | Ryska kreml (Astrachans kreml, Pskovs kreml och Uglitsj kreml |

- För Rysslands förslag till världsarv i Asien, se Lista över förslag till världsarv i Asien.

## San Marino[32]
- Saknar för närvarande förslag till världsarv (preliminär lista).

## Schweiz[33]
| År   | Typ | Namn |
| ---- | --- | --- |
| 2004 | K   | Resterna av förhistoriska livsmiljöer i sjöar och kärr, "Sjöarna" (Bodensjön, Zürichsjön, Genèvesjön och tre mindre sjöar) |
| 2004 | K   | Urbana och arkitektoniska arbeten av Le Corbusier                                                                          |

## Serbien[34]
| År   | Typ | Namn                                                         |
| ---- | --- | ------------------------------------------------------------ |
| 2002 | N   | Deliblatosands speciella naturreservat (Deliblatska Peščara) |
| 2002 | N   | Djavolja Varos (Djävulsstaden) naturliga landmärke           |
| 2002 | N   | Djerdap nationalpark                                         |
| 2002 | N   | Sara nationalpark                                            |
| 2002 | N   | Tara nationalpark med floden Drinas kanjon                   |
| 2010 | K   | Befästa Manasijaklostret                                     |
| 2010 | K   | Caričin Grad – Iustiniana Prima, arkeologiskt område         |
| 2010 | X   | Historiska platsen för Bač och dess omgivningar              |
| 2010 | K   | Negotinske Pivnice                                           |
| 2010 | K   | Smederevoborgen                                              |

## Slovakien[35]
| År   | Typ | Namn                                                                                               |
| ---- | --- | -------------------------------------------------------------------------------------------------- |
| 1995 | K   | Kyrkorna Gemer och Abov med deras medeltida väggmålningar                                          |
| 2002 | K   | Befästningssystemet vid Donaus och Váhs sammanflöde i Komárno                                      |
| 2002 | K   | Chatam Sófers monument                                                                             |
| 2002 | N   | Herlanygejsern                                                                                     |
| 2002 | K   | Konceptet för den linsformade historiska stadskärnan i Košice                                      |
| 2002 | K   | Levoča och mästaren Paul in Spis verk (utvidgning av Spišský hrad)                                 |
| 2002 | K   | Limes Romanus - Antika romerska monument vid floden Donau                                          |
| 2002 | X   | Natur- och kulturlandskap i Donauregionen                                                          |
| 2002 | N   | Slovakiens karstdalar                                                                              |
| 2002 | N   | Svampfloran i Bukovskébergen                                                                       |
| 2002 | N   | Tatrasbergens naturreservat                                                                        |
| 2002 | K   | Vinregionen Tokaj                                                                                  |
| 2002 | K   | Ursprungliga ängar - betesmarker i Slovakien                                                       |
| 2007 | K   | Platser i Stormähren: Slaviska befästa bosättningar i Mikulčice – Sankt Margaretas kyrka i Kopčany |

## Slovenien[36]
| År   | Typ | Namn                                 |
| ---- | --- | ------------------------------------ |
| 1994 | K   | Fuzinabergen i Bohinj                |
| 1994 | K   | Klassisk karst                       |
| 2000 | K   | Franja Partisansjukhuset             |
| 2007 | K   | Gruvstaden Idrija                    |
| 2010 | K   | Förhistoriska pålbyggnader i Alperna |

## Spanien[37]
| År   | Typ | Namn                                                                |
| ---- | --- | ------------------------------------------------------------------- |
| 1996 | K   | Heliga Ribeira, Lugo och Orense                                     |
| 1996 | X   | Tramuntana Sierra, ett kultur- och naturlandskap                    |
| 1998 | K   | Romanska kulturenklaven i norra Castilla-Leon och södra Kantabrien  |
| 1998 | K   | San Lorenzo de El Escorials kloster och dess naturliga omgivningar  |
| 1998 | K   | Silvervägen                                                         |
| 1998 | K   | Stenarkitektur                                                      |
| 1998 | K   | Vallomgärdade gränsfästningar                                       |
| 1998 | K   | Vin och vingårdars kulturvägar genom medelhavsstäder                |
| 1998 | K   | Väderkvarnar vid Medelhavet                                         |
| 2001 | K   | Frans Xaviers kulturella resväg                                     |
| 2002 | N   | Dinosauriespår på Iberiska halvön                                   |
| 2002 | K   | Grekiska arkeologiska platser i Empúries                            |
| 2004 | X   | Pyrenéernas medelhavssluttning                                      |
| 2007 | K   | Almadén på kvicksilvervägen av den interkontinentala Camino Real    |
| 2007 | X   | Ancares – Somiedo                                                   |
| 2007 | K   | Den norra eller ursprungliga vägen (utvidgning av Jakobsleden)      |
| 2007 | K   | Illustrationens historiska kulturarv El Ferrol                      |
| 2007 | K   | Gruvindustrins historiska kulturarv                                 |
| 2007 | K   | Las Palmas de Gran Canarias historiska centrum                      |
| 2007 | K   | Loarre slott                                                        |
| 2007 | K   | Manifestationer av klippkonst i Siega Verde                         |
| 2007 | K   | Mestas boskapsleder                                                 |
| 2007 | K   | Renässans- och barockbågar i staden Granada (utvidgning av Granada) |
| 2007 | K   | Romerska vägar. Resvägar i romarriket                               |
| 2009 | X   | Plasencia - Monfragüe - Trujillo: Kulturarv vid Medelhavet          |

## Storbritannien[12]
| År   | Riksdel - Region             | Typ | Namn                                                      |
| ---- | ---------------------------- | --- | --------------------------------------------------------- |
| 1996 | England - Nordvästra England | X   | Lake District                                             |
| 1999 | Skottland                    | N   | Cairngorm Mountains                                       |
| 1999 | England - Sydöstra England   | K   | Chathams örlogsvarv                                       |
| 1999 | England - Storlondon         | K   | Darwins hem och arbetsplats: Down House och omgivningen   |
| 1999 | Skottland                    | N   | Flow Country                                              |
| 1999 | Skottland                    | K   | Forthbron                                                 |
| 1999 | England - -flera regioner-   | K   | Great Western Railway: Paddington-Bristol (utvalda delar) |
| 1999 | England - Nordvästra England | K   | Manchester och Salford (Ancoats, Castlefield och Worsley  |
| 1999 | England - Nordöstra England  | K   | Monkwearmouthklostret och Jarrowklostret                  |
| 1999 | Nordirland                   | K   | Mount Stewart Gardens                                     |
| 1999 | England - Sydöstra England   | X   | New Forest                                                |
| 1999 | England - Västra Midlands    | K   | William Shakespeares Stratford                            |
| 1999 | England - Östra England      | N   | The Wash och North Norfolkkusten                          |

- För Storbritanniens förslag i Anguilla  se Lista över förslag till världsarv i Nordamerika#Anguilla.
- För Storbritanniens förslag i Gibraltar se #Gibraltar

## Sverige[38]
| År   | Typ | Namn |
| ---- | --- | --- |
| 1995 | K   | Markim och Orkestaområdet (struket, finns ej med i listan längre)                                                       |
| 2005 | K   | Hälsingegårdar (blev världsarv 2012)                                                                                    |
| 2009 | K   | Systematiska biologins framväxt (i 7 andra länder)                                                                      |
| 2011 | K   | Vikingamonument och platser: Birka och Hovgården (befintligt världsarv som en del i ett nytt transnationellt världsarv) |

## Tjeckien[39]
| År   | Typ | Namn |
| ---- | --- | --- |
| 2001 | N   | Böhmiska paradiset                                                                                       |
| 2001 | K   | Fiskdammsnätverket i Třeboňbäckenet                                                                      |
| 2001 | K   | Renässanshus i Slavonice                                                                                 |
| 2001 | K   | Utvidgning av världsarvet ”Prags historiska centrum” med viktiga monument i dess närhet                  |
| 2001 | K   | Velké Losiny pappersbruk                                                                                 |
| 2001 | K   | Platser i Stormähren: Slaviska fortifierade bosättningar i Mikulcice — Sankta Margaretas kyrka i Kopčani |
| 2001 | K   | Betléms klippskulpturer nära Kuks                                                                        |
| 2001 | K   | Terezíns fästning                                                                                        |
| 2001 | K   | Industrikomplexen i Ostrava                                                                              |
| 2001 | K   | Slottet Karlstein                                                                                        |
| 2001 | K   | Spaanläggningen i Luhačovice                                                                             |
| 2007 | K   | Kulturlandskapet omkring stuteriet Kladruby nad Labem                                                    |
| 2007 | K   | Bergstoppshotellet och TV-sändaren Ještěd                                                                |
| 2007 | K   | Žatec - Humlens stad                                                                                     |
| 2008 | K   | Västböhmiska spatriangeln                                                                                |

## Turkiet[40]
| År   | Typ | Namn                                                                                 |
| ---- | --- | ------------------------------------------------------------------------------------ |
| 1994 | K   | Efesos                                                                               |
| 1994 | K   | Keraingrottan                                                                        |
| 2000 | K   | Alahanklostret                                                                       |
| 2000 | K   | Alanya                                                                               |
| 2000 | K   | Bursa och Cumalikizik - tidiga osmanska urbana och industriella bosättningar         |
| 2000 | K   | Edirne Selimiyemoskén                                                                |
| 2000 | X   | Güllük Dagi-Termessos nationalpark                                                   |
| 2000 | K   | Harran och Sanliurfa                                                                 |
| 2000 | K   | Ishak Pashapalatset                                                                  |
| 2000 | X   | Kekova                                                                               |
| 2000 | K   | Konya - en huvudstad i Seleukidernas rike                                            |
| 2000 | K   | Kulturlandskapet Mardin                                                              |
| 2000 | K   | Seleukidiska karavanvägar från Denizli till Dogubeayazit                             |
| 2000 | K   | Sankt Nicholas kyrka                                                                 |
| 2000 | K   | Sankt Paulus kyrka, Sankt Paulus källa och kringliggande historiska kvarter i Tarsus |
| 2000 | K   | Sümelaklostret                                                                       |
| 2000 | K   | Diyarbakirs citadel och murar                                                        |
| 2000 | K   | Ahlat Urartianens gravstenar och osmanska citadellet                                 |
| 2009 | K   | Forntida städer i Lykien                                                             |
| 2009 | K   | Aphrodisias arkeologiska plats                                                       |
| 2009 | K   | Perges arkeologiska plats                                                            |
| 2009 | K   | Sagalassos arkeologiska plats                                                        |
| 2009 | K   | Catalhoyuks neolitiska plats                                                         |

## Tyskland[41]
| År   | Delstat             | Typ | Namn                                                                                   |
| ---- | ------------------- | --- | -------------------------------------------------------------------------------------- |
| 1999 | Nordrhein-Westfalen | K   | Benediktinska klosterkyrkan och slottet i Corvey                                       |
| 1999 | Sachsen-Anhalt      | K   | Franckestiftelserna i Halle                                                            |
| 1999 | Baden-Württemberg   | K   | Heidelbergs slott och gamla stan i Heidelberg                                          |
| 1999 | Sachsen             | K   | Gruv- och kulturlandskap                                                               |
| 1999 | Baden-Württemberg   | K   | Schwetzingen, en kurfurseprins sommarresidens - trädgårdsdesign och frimurarallusioner |
| 2009 | Baden-Württemberg   | K   | Förhistoriska pålbyggnader i Alperna                                                   |

## Ukraina[42]
| År   | Typ | Namn |
| ---- | --- | --- |
| 1989 | K   | Kulturlandskapet runt kanjonen i Kamjanets-Podilskyj |
| 1989 | N   | Biosfärområdet på stäppen "Askanija-Nova" (13/09/1989) |
| 1989 | K   | Tjernihivs historiska centrum, 800- till 1300-talen |
| 1989 | K   | Ruinerna efter den antika staden Chersoness, 400-talet f.Kr - 1100-talet |
| 1989 | X   | Taras Sjevtjenkos grav och statens naturhistoriska museum - reservat |
| 2000 | X   | Dendrologiska parken "Sofijivka" |
| 2003 | K   | Bagçesaraypalatset |
| 2006 | K   | Arkeologiska området ”Kamjana Mohyla” |
| 2007 | K   | Mykolajivs astronomiska observatorium |
| 2007 | K   | Bukovinas metropoliters residens |
| 2007 | K   | Sudaks fästnings monument från 500- till 1500-talen |
| 2008 | K   | Astronomiska observatorier i Ukraina |
| 2009 | K   | Hamnstaden Odessas historiska centrum |
| 2009 | K   | Kiev: Sankta Sofiakatedralen med relaterade klosterbyggnader, Sankt Kyrillos kyrka, Sankt Andreas kyrka, Kiev-Pechersk lavra (utvidgning av Kiev Sankta Sofiakatedralen och relaterade klosterbyggnader, Kiev-Pechersk lavra) |
| 2010 | K   | Träkyrkor i Polen och Ukrainas karpatiska region |

## Ungern[43]
| År   | Typ | Namn                                                          |
| ---- | --- | ------------------------------------------------------------- |
| 1983 | N   | Grottor och Budas termala karstsystem                         |
| 1993 | K   | Slottet/medeltida fortet Esztergom                            |
| 1993 | X   | Halvön Tihany                                                 |
| 2000 | K   | Medeltida kungliga säten och parker i Visegrád                |
| 2000 | K   | Statliga stuterigården Mezöhegyes                             |
| 2000 | N   | Fossilerna i Ipolytartnóc                                     |
| 2000 | K   | Nätverket med industriarvsbyggnader i Ungern                  |
| 2000 | K   | Träkyrkorna i norra delen av karpatiska låglandet             |
| 2007 | K   | Befästningssystemet vid Donaus och Váhs sammanflöde i Komárno |
| 2008 | K   | Ödön Lechners självständiga för-moderna arkitektur            |
| 2009 | K   | Romarrikets yttre gränser – Ripa Pannonica i Ungern           |

## Vatikanstaten[44]
- Saknar för närvarande förslag till världsarv (preliminär lista).

## Österrike[45]
| År   | Typ | Namn                                                                           |
| ---- | --- | ------------------------------------------------------------------------------ |
| 1994 | K   | Kremsmünsters klosterkyrka                                                     |
| 1994 | K   | Bregenzerwald                                                                  |
| 1994 | K   | Katedralen i Gurk                                                              |
| 1994 | K   | Äldre delarna av staden Hall in Tirol                                          |
| 2002 | K   | Heiligenkreuz klosterkyrka                                                     |
| 2002 | K   | Borgen Hochosterwitz                                                           |
| 2002 | K   | Kulturlandskapet i "Innsbruck-Nordkette/Karwendel"                             |
| 2002 | K   | Järnleden med Erzberg och gamla stan i Steyr                                   |
| 2003 | N   | Hohe Tauerns nationalpark                                                      |
| 2005 | K   | Staden Graz historiska centrum och slottet Eggenberg (utvidgning av världsarv) |
| 2011 | K   | Romarrikets yttre gränser - Limes i Österrike                                  |